# Lantadilla
Lantadilla è un comune spagnolo di 368 abitanti situato nella comunità autonoma di Castiglia e León.

## Geografia fisica
La località si trova sulla riva destra del fiume Pisuerga, che segna il confine tra la Provincia di Burgos e la Provincia di Palencia. Tra i comuni adiacenti citiamo Osornillo, Frómista, Osorno, Melgar de Yuso e Itero de la Vega in provincia di Palencia e Palacios de Riopisuerga, Arenillas de Riopisuerga, Itero del Castillo e Melgar de Fernamental in provincia di Burgos.

## Toponimo
Il nome deriva da “Plantada”, toponimo antico che significa “piantagione”, trattandosi di una zona di pianura ideale per la coltivazione dei cereali.

## Dati generali
- L'economia locale è basata sull'agricoltura e l'allevamento.
- Il monumento principale è la chiesa dell'Assunzione. Degne di menzione sono certamente le cappelle di San Rocco e di Nostra Signora della Lantada, ricostruita interamente nel 1987, oltre il ponte di pietra sul fiume Pisuerga, costruito alla fine del XVI secolo.
- Il paese conserva ancora diverse case testimoni dell'architettura tipica della Tierra de Campos. Si tratta di abitazioni di due piani, in cui il piano terra può essere di pietra o mattoni pieni e quello superiore in adobe o mattoni, con il tipico tessuto di legno che divide i pannelli rendendo la costruzione più solida e resistente. Un'altra caratteristica di queste case è che il piano superiore si manifesta nella facciata con un voladizo non molto largo che poggiato su enormi travi e decorato nel lato che dà sulla strada con una decorazione a base di bassorilievi, come nei modiglioni romanici.
- Nel paese si trovano un caseificio, Quesos Matilla, e una distilleria artigianale, Gonqui.

## Evoluzione demografia
| 1900  | 1930  | 1960 | 1996 | 2000 | 2004 | 2005 | 2006 | 2007 | 2008 | 2009 |
| 1.113 | 1.079 | 990  | 572  | 518  | 456  | 434  | 419  | 416  | 392  | 368  |